# Autoamerican
Autoamerican -En españolː Auto-americano- es el quinto álbum de estudio de la banda estadounidense de new wave Blondie. Fue publicado el 19 de noviembre de 1980 por Chrysalis Records y fue producido por Mike Chapman.
El álbum significó un cambio de estilo para el grupo, puesto que tras el reconocimiento de la banda como una de las fundadoras del sonido new wave, Blondie se centró en la experimentación con otros estilos estadounidenses como el jazz, el funk e incluso el hip hop y el rap, alejándose de sus raíces punk. 
Pese al cambio tan radical, el álbum tuvo gran importancia comercial, logrando destacar en las listas de éxitos, en parte gracias los sencillos Rapture y The Tide Is High, además del estrepitoso suceso musical del sencillo previo al álbum Call Me. 
El álbum alcanzó el puesto 3 en las listas británicas, 7 en las estadounidenses, y 8 en las de Australia.

## Contenido

### Nombre
El nombre inicial del álbum iba a ser Coca Cola. En el 2020 el músico Chris Stein le reveló a la publicación American Songwriter que la banda quería usar ese nombre porque pensaban que no había nada más estadounidense que la bebida carbonatada homónima. Sin embargo la compañía dueña de la marca rechazó la propuesta de Stein y no permitió que se usara la palabra Coca Cola para la portada del disco.
Fue así que los miembros de la banda se decidieron por una palabra más genérica y nombraron al álbum como Autoamerican, recogiendo así la esencia del estilo de vida estadounidense que querían proyectar desde el principio. 

### Portada
Pese a que las sesiones del álbum se realizaron en Los Ángeles, la banda insistió en que la foto de portada se tomara en Nueva York, por lo que se trasladó a los miembros del grupo y a los que participaron en la sesión fotográfica hasta la ciudad. La foto se tomó en un techo de un edificio con Broadway de fondo. El artista Martin Hoffman se encargó de transformar la fotografía en un retrato en óleo, que luego de agregar una margen cuadrada amarilla representó la portada del álbum.
La imagen muestra a Debbie Harry en primer plano, con un vestido negro con su ombligo descubierto. La cantante se apoya sobre el muro del techo. Los otros miembros del grupo aparecen en diagonal a ella junto al mismo muro.

## Lista de canciones
| Autoamerican (LP y casete - lado A) |                         |                                         |          |  |
| N.º                                 | Título                  | Escritor(es)                            | Duración |  |
| 1.                                  | «Europa»                | Chris Stein                             | 3:31     |  |
| 2.                                  | «Live It Up»            | Stein                                   | 4:08     |  |
| 3.                                  | «Here's Looking at You» | Deborah Harry, Stein                    | 2:58     |  |
| 4.                                  | «The Tide is High»      | John Holt, Howard Barrett, Tyrone Evans | 4:40     |  |
| 5.                                  | «Angels on a Balcony»   | Laura Davis, Jimmy Destri               | 3:47     |  |
| 6.                                  | «Go Through It»         | Harry, Stein                            | 2:40     |  |
| 21:49                               |                         |                                         |          |  |

| Autoamerican (casete - bonus track del lado A) |                     |                       |          |  |
| N.º                                            | Título              | Escritor(es)          | Duración |  |
| 7.                                             | «Susie and Jeffrey» | Harry, Nigel Harrison | 4:10     |  |
| 25:59                                          |                     |                       |          |  |

| Autoamerican (LP y casete - lado B) |                |                                  |          |  |
| N.º                                 | Título         | Escritor(es)                     | Duración |  |
| 1.                                  | «Do the Dark»  | Destri                           | 3:51     |  |
| 2.                                  | «Rapture»      | Harry, Stein                     | 6:30     |  |
| 3.                                  | «Faces»        | Harry                            | 3:51     |  |
| 4.                                  | «T-Birds»      | Nigel Harrison, Harry            | 3:56     |  |
| 5.                                  | «Walk Like Me» | Destri                           | 3:44     |  |
| 6.                                  | «Follow Me»    | Alan Jay Lerner, Frederick Loewe | 3:01     |  |
| 25:08                               |                |                                  |          |  |

| Autoamerican (CD) |                         |                                         |          |  |
| N.º               | Título                  | Escritor(es)                            | Duración |  |
| 1.                | «Europa»                | Chris Stein                             | 3:31     |  |
| 2.                | «Live It Up»            | Stein                                   | 4:08     |  |
| 3.                | «Here's Looking at You» | Deborah Harry, Stein                    | 2:58     |  |
| 4.                | «The Tide is High»      | John Holt, Howard Barrett, Tyrone Evans | 4:40     |  |
| 5.                | «Angels on a Balcony»   | Laura Davis, Jimmy Destri               | 3:47     |  |
| 6.                | «Go Through It»         | Harry, Stein                            | 2:40     |  |
| 7.                | «Do the Dark»           | Destri                                  | 3:51     |  |
| 8.                | «Rapture»               | Harry, Stein                            | 6:30     |  |
| 9.                | «Faces»                 | Harry                                   | 3:51     |  |
| 10.               | «T-Birds»               | Nigel Harrison, Harry                   | 3:56     |  |
| 11.               | «Walk Like Me»          | Destri                                  | 3:44     |  |
| 12.               | «Follow Me»             | Alan Jay Lerner, Frederick Loewe        | 3:01     |  |
| 46:57             |                         |                                         |          |  |

| Autoamerican (CD - bonus tracks a la reedición de 1994) |                                  |              |          |  |
| N.º                                                     | Título                           | Escritor(es) | Duración |  |
| 13.                                                     | «Rapture» (Special Disco Mix)    | Harry, Stein | 9:59     |  |
| 14.                                                     | «Live It Up» (Special Disco Mix) | Stein        | 8:13     |  |
| 65.09                                                   |                                  |              |          |  |

| Autoamerican (CD - bonus tracks a la reedición de 2001) |                                                                                                 |                        |          |  |
| N.º                                                     | Título                                                                                          | Escritor(es)           | Duración |  |
| 13.                                                     | «Call Me» (Original Long Version - From the Original Motion Picture Soundtrack American Gigolo) | Giorgio Moroder, Harry | 8:06     |  |
| 14.                                                     | «Suzy & Jeffrey» (B-side de "The Tide is High")                                                 | Harry, Harrison        | 4:10     |  |
| 15.                                                     | «Rapture» (Special Disco Mix)                                                                   | Harry, Stein           | 9:59     |  |
| 69:00                                                   |                                                                                                 |                        |          |  |

## Sencillos
- The Tide Is High (1980). Es una versión del tema homónimo del grupo jamaicano The Paragons.
- Rapture (1981).

## Listas musicales de álbumes
| Lista (1980–81)          | Posición máxima |
| ------------------------ | --------------- |
| Australian Albums Chart  | 8               |
| Austrian Albums Chart    | 18              |
| Canadian Albums Chart    | 4               |
| Dutch Albums Chart       | 16              |
| German Albums Chart      | 42              |
| New Zealand Albums Chart | 6               |
| Norwegian Albums Chart   | 12              |
| Swedish Albums Chart     | 11              |
| UK Albums Chart          | 3               |
| US Billboard 200         | 7               |
| US Top R&B Albums        | 25              |